# ドーサ
ドーサは、南インドのクレープ様の料理である。
米とウラッド・ダール（皮を取って二つに割ったケツルアズキのダール）を吸水させてからペースト状にすりつぶし、泡が立つまで発酵させた生地を熱した鉄板の上でクレープのように薄く伸ばして焼く。
ジャガイモなどを香辛料と炒め煮にしたものをドーサでくるんだマサラ・ドーサ、焼く過程で伸ばした生地の焼けていない部分を削り取って薄く焼いたペーパー・ドーサ、生地に小麦粉の全粒粉を加えたゴドゥマイ・ドーサ、セモリナを加えたラヴァ・ドーサ、シコクビエ粉を加えたラギ・ドーサ、茹でてつぶしたジャガイモを加えたウルライキジャング・ドーサ、ジャガリー（黒砂糖）を加えた甘いヴェッラ・ドーサなど、様々なバリエーションがある。
ココナッツやトマトなどの塩味のチャツネやサンバールと一緒に食べることが多い。南インドでは朝食のメニューとして人気がある。スリランカではトーサイと呼ばれ、特にタミル人の間で人気がある。

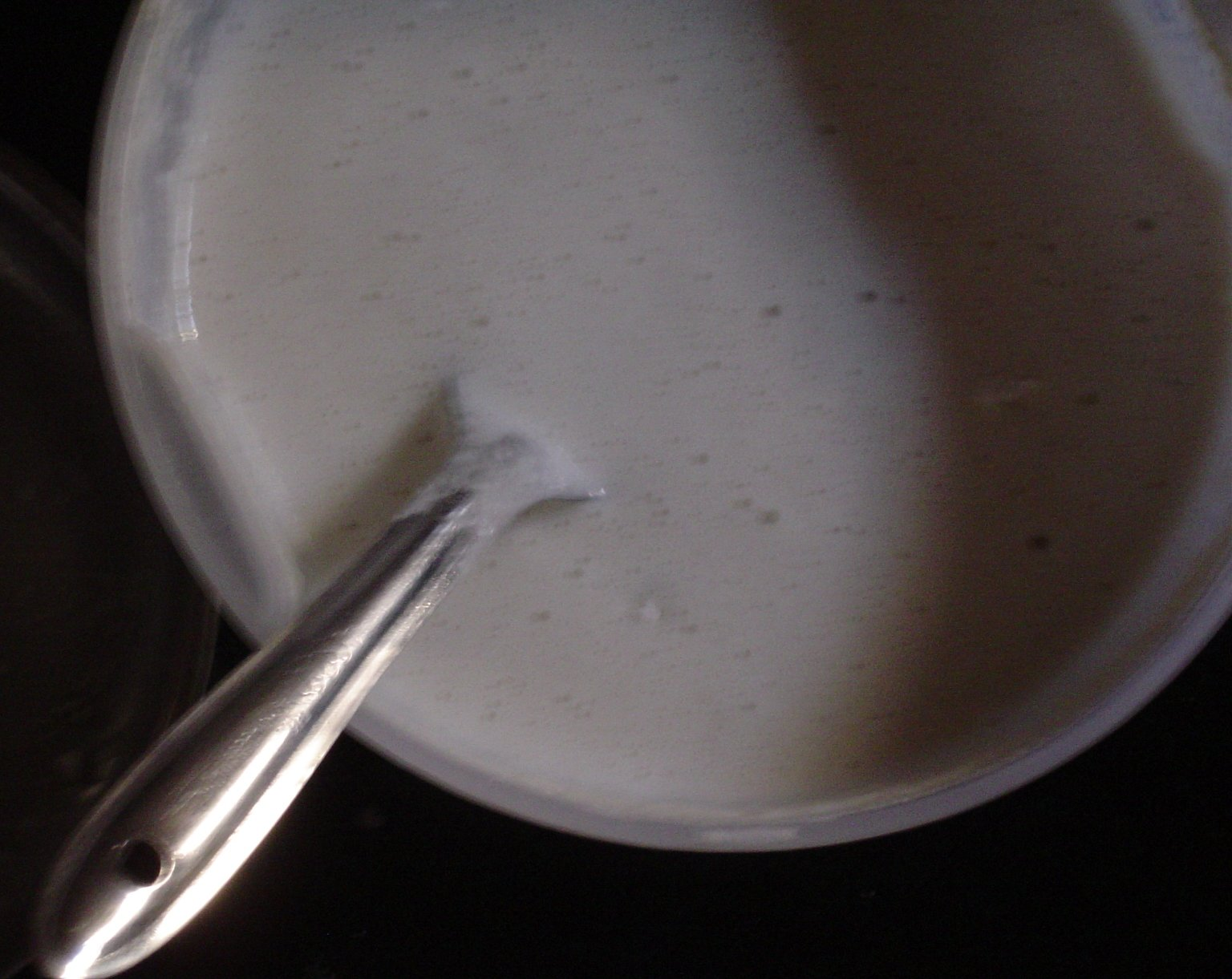
ドーサの生地

発酵の進んだドーサの生地に刻んだ野菜を加えて厚めに焼き上げるとウッタパム（タミル語：ஊத்தப்பம்）ができる。